# Coyula (Jalisco)
Coyula es una ciudad mexicana situada en el estado de Jalisco, dentro del municipio de Tonalá. Forma parte de la zona metropolitana de Guadalajara.

## Geografía
La ciudad de Coyula se localiza en el norte del municipio de Tonalá, en el centro de Jalisco. Se encuentra a una altura media de 1572 m s. n. m. y cubre un área de 9.02 km².

## Demografía
De acuerdo con el censo realizado en 2020 por el Instituto Nacional de Estadística y Geografía (INEGI), en Coyula había un total de 64 886 habitantes, de los que 32 783 eran mujeres y 32 103, hombres.
En 2020 había 22 967 viviendas, de las que 18 422 se encontraban habitadas.

### Evolución demográfica
En 2010 Coyula registró 29 674 habitantes, representando un crecimiento poblacional del 8.3 % anual, respecto al censo de 2020.
| Gráfica de evolución demográfica de Coyula entre 1900 y 2020 |
|                                                              |
| Fuente: Instituto Nacional de Estadística y Geografía.       |